# Shakuhachi
 (avril 2020).
Si vous disposez d'ouvrages ou d'articles de référence ou si vous connaissez des sites web de qualité traitant du thème abordé ici, merci de compléter l'article en donnant les références utiles à sa vérifiabilité et en les liant à la section « Notes et références ».

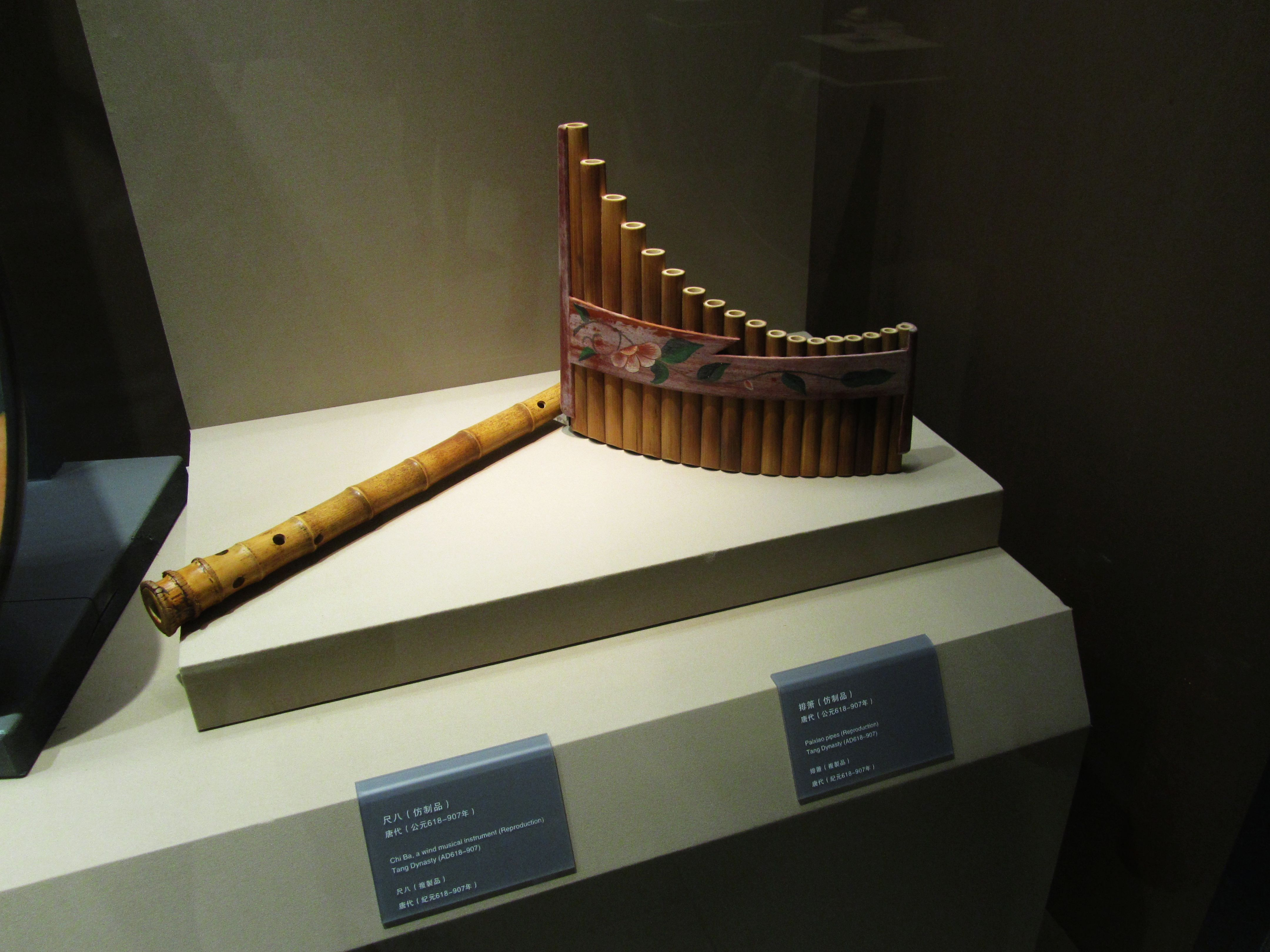
Reconstitution d'un paixiao et d'un chiba datant de la dynastie Tang (618 – 907).

Le shakuhachi (尺八) ou en chinois chiba (en) 尺八, chǐbā est une flûte japonaise d'origine chinoise, à cinq trous, droite, en bambou munie d'une embouchure libre de type quena mais qui, à la différence de cette dernière, est le résultat d'une taille oblique de la partie supérieure de l'instrument. Contrairement à la quena, elle est conçue sur une échelle pentatonique propre aux musiques traditionnelles japonaises et chinoises et non sur une échelle chromatique (musique occidentale). Elle évoque ainsi la nature et on l'emploie surtout en musique traditionnelle.

## Historique de l'instrument

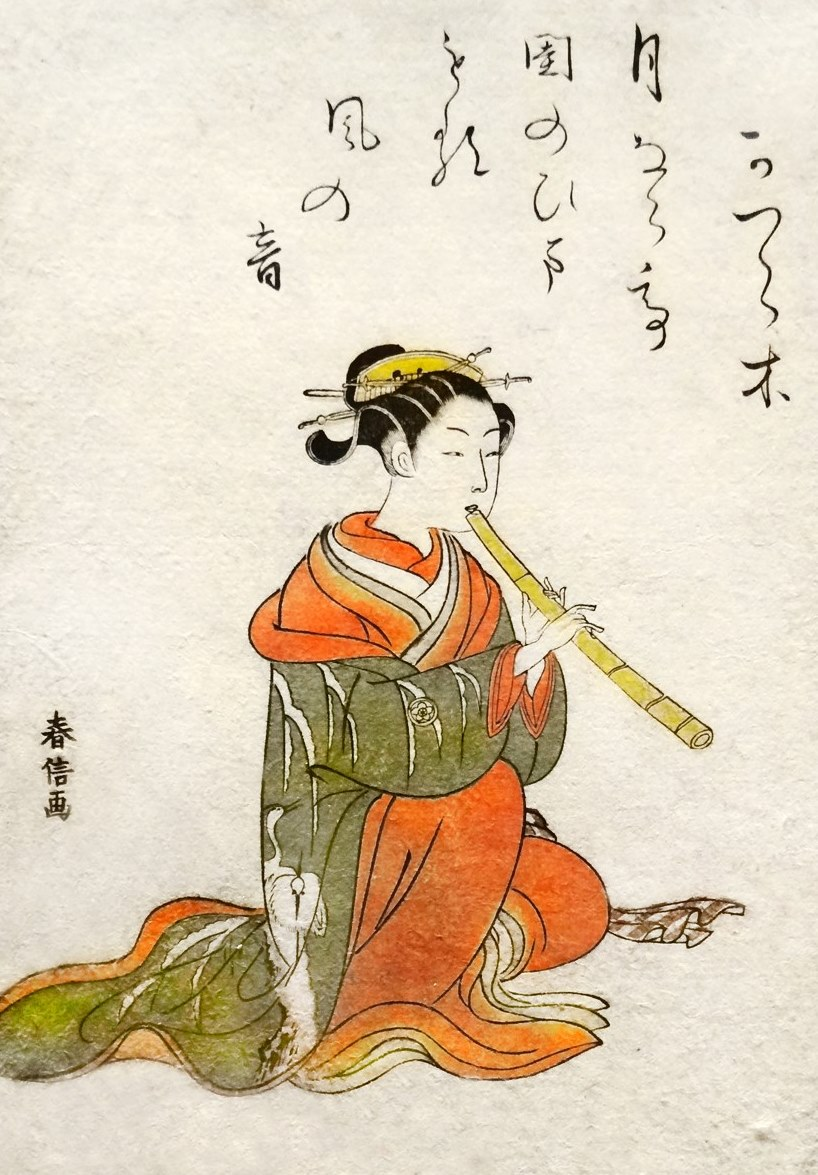
Portrait de courtisane jouant du shakuhachi (musée Guimet).

À l'époque préhistorique du Japon les premières représentations de musiciens jouant d'une flûte apparaissent sous la forme de figurines funéraires Haniwa.
En 589 une délégation diplomatique est envoyée en Chine signant le début d'une influence culturelle qui verra l'introduction d'une trentaine d'instruments chinois dont la flûte shakuhachi. Cette formation aux instruments nombreux s'appelle Gagaku (雅乐) en japonais, (kyūjitai : 雅樂) chinois chinois simplifié : 雅乐 ; chinois traditionnel : 雅樂 ; pinyin : yǎyuè accompagne des cérémonies bouddhistes. Cette flûte connue sous le nom de Gagaku Shakuhachi fut utilisée lors des représentations de musique de cour jusqu'au IXe siècle. Elle en fut ensuite retirée après le déplacement de la cour de Nara à Kyoto et la réforme de la musique qui s'ensuivit (époque de Heian).
Au XIIIe siècle, le shakuhachi de l'école Fuke passa de Chine au Japon par le biais du grand maître japonais Hottô Kokushi. Le shakuhachi était alors considéré non pas comme un instrument de musique mais comme un instrument religieux. L’ordre bouddhiste zen Fuke, ouvert à son origine aux personnes souhaitant devenir  moines, n'accepta plus tard que les membres issus de la classe des samouraï. Ces moines-guerriers appelés Komusô (c'est-à-dire moines du vide) étaient des religieux itinérants. Durant l'ère Edo (1603 – 1868) ces moines pèlerins Komusô jouèrent un rôle important dans le maintien de l'ordre établi sous le shogunat des Tokugawa visant à maintenir une paix durable et à déjouer les intrigues politiques. Cette stabilité politique permit de préserver une paix durable pendant 265 ans.
Au XVIIIe siècle, un nouveau style de musique naquit à travers l'école Kinko-ryû. Kinko Kurosawa, son créateur, arrangea les pièces classiques dont il avait reçu la transmission pour en faire des pièces plus fournies.
À la fin du shogunat des Tokugawa, un certain nombre de personnes n'appartenant pas à la classe des guerriers revêtirent les habits de Komusô pour vivre d'aumône. Ces interprètes qui n'avaient aucune relation avec la secte Fuke jouaient des pièces populaires n'appartenant pas au répertoire classique de l'école Fuke.
Avec la restauration Meiji (1868) l'ordre Fuke fut démantelé en 1871 par le nouveau régime en raison de son implication et de son rôle actif dans le gouvernement des Tokugawa. Par la suite, les récitals en public à trois instruments Sankyoku  (Shakuhachi, Koto et Shamisen) furent privilégiés au détriment de la pratique contemplative en solo. C'est à partir de cette époque que le Shakuhachi se démocratisa dans les classes bourgeoises citadines via les récitals donnés en public.
Une autre grande école apparut à la fin du XIXe siècle, le Tozan-ryû. Son créateur, Tozan Nakao était né dans la région du Kansai où ce style se développa et où il continue de prospérer aujourd'hui. Tozan créa et développa des pièces propres à son style. Cette école est actuellement la plus importante du Japon en nombre de pratiquants.

## Facture

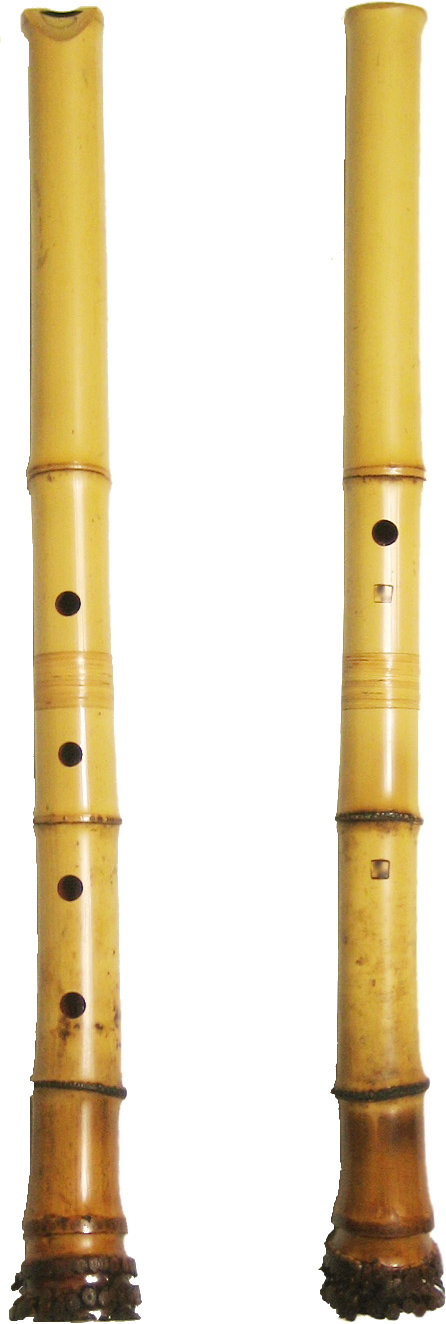
Shakuhachi.

Le terme shakuhachi signifie « 1,8 pied », désignant ainsi la longueur de l’instrument. Il s'écrit en deux hanzi (ou kanji en japonais) :
- 尺, shaku (en chinois 尺, chǐ). Le chi est une unité de mesure impériale chinoise utilisée en Extrême Orient équivalent autrefois à 20 cm, puis jusqu'à 30,3 cm soit un pied.
- 八, hachi (en chinois 八, bā) désigne le chiffre huit, ici 8/10e de chǐ, soit huit pouces.

L’ensemble se lit comme « un pied et huit dixièmes », soit environ 55 cm, la longueur la plus répandue pour l'instrument. On trouve cependant des flûtes de 1,3 shaku à 3,3 shaku (près d’un mètre), du plus aigu au plus grave.
Le shakuhachi est habituellement taillé dans une tige de bambou madaké (Phyllostachys reticulata). Les shakuhachi de taille moyenne (proche des 1,8 shaku) comportent en général 7 nœuds, les grands instruments en comptent parfois plus.
Le compositeur japonais Akira Tamba explique : "on prend la racine et la partie inférieure d'un  bambou mâle que l'on fait sécher dehors, à l'ombre, jusqu'à ce qu'il ait perdu toute son huile. Puis, on perce sept nœuds à l'aide d'une drille".
L’instrument présente cinq trous, dont un à l’arrière, accordés selon le système pentatonique, sans demi-tons. L’instrument le plus répandu (1,8 shaku ou 55 cm) donne une gamme pentatonique mineure en ré : Ré, Fa, Sol, La, Do, ré. Toutefois, l’instrumentiste peut jouer sur la puissance et la direction de son souffle ainsi que sur le degré d’obturation des trous pour modifier le son, d’un ton complet ou parfois plus.
Certains facteurs modernes proposent aujourd’hui des shakuhachi à 7 trous permettant de jouer plus facilement  soit un mode de Mi (1/2 ton, ton, ton, ton, 1/2, ton, ton) soit un mode de Ré (Ré, Mib, Fa, Sol, La, Si♭, Do, ré). Certains modèles expérimentaux sont chromatiques.
L'intérieur des shakuhachi peut être, ou non, couvert de laque. La perce des instruments "ji-ari" est d'abord recouverte d’une couche de "ji" (pâte) permettant un contrôle très strict de la forme intérieure de l'instrument (en rectifiant les irrégularités naturelles du bambou)[pas clair] et un accordage très précis de l'instrument ; cette pâte est ensuite recouverte de fines couches d'"urushi" une laque très dure qui protège le bambou contre l'humidité du souffle et rend la surface interne parfaitement lisse. Une autre famille d'instruments est dépourvue de ces enduits : les ji-nashi, leur conduit est donc moins lisse et garde la forme naturelle du bambou.
Un fragment de corne de buffle est insérée dans l’embouchure (utaguchi), parfois entourée d’une feuille de métal précieux (or ou argent). La forme de l’utaguchi permet de définir l’école à laquelle l’instrument se rattache. L’utaguchi triangulaire de l’illustration ci-contre est caractéristique de l’école Kinko (Kinko-ryu) ; les utaguchi de l’école Tozan sont en forme de croissant.

## Jeu

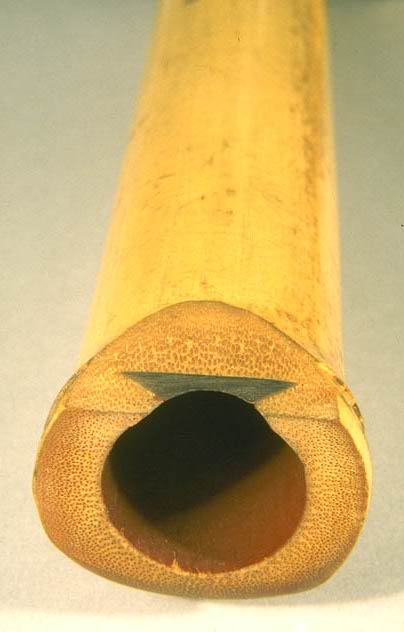
Utaguchi (embouchure).

Le musicien est généralement agenouillé, assis sur les talons. Contrairement au joueur de flûte à bec qui souffle dans un bec conduisant l’air dans un sifflet, le joueur de shakuhachi souffle dans son instrument un peu à la manière dont on soufflerait dans le goulot d’une bouteille vide. L’embouchure du shakuhachi présente un bord biseauté (flûte à encoche) permettant au musicien de contrôler très finement la hauteur du son en un mouvement de fermeture ou d'ouverture de l'embouchure.
Il existe de nombreuses écoles pour le style de jeu, les plus connues en Occident étant les écoles kinko et tozan.
Le shakuhachi est un instrument très polyvalent, traditionnellement associé au koto et au shamisen dans le cadre des musiques du Bunraku (théâtre de marionnettes). Mais il dépasse aujourd’hui le cadre des arts traditionnels japonais et on l'utilise dans le jazz ou la musique contemporaine. Le Japonais Gorō Yamaguchi en fut un des meilleurs interprètes. Le shakuhachi a également été utilisé par des compositeurs contemporains tels que Tōru Takemitsu, Ryō Noda ou John Zorn.
Il existe de nombreux enregistrements contemporains, particulièrement chez les éditeurs japonais. Les genres essentiels sont le honkyoku solo traditionnel, le sankyoku ensemble avec koto et shamisen, et le shinkyoku musique contemporaine pour ensemble de shakuhachi et koto. Le shakuhachi est également employé dans les ensembles de musiques du monde par Hozan Yamamoto notamment. Durant les années 1980, l’apparition du synthétiseur popularisa le son du shakuhachi. Ce dernier était en effet proposé parmi les instruments par défaut sur les synthétiseurs de fabrication japonaise.

## Shakuhachi synthétisé
Le son du shakuhachi est également présent de temps en temps dans la musique électronique, la pop et le rock, particulièrement à partir des années 1980. Voici une liste de morceaux où le son d'un shakuhachi émulé ou échantillonné peut être entendu :
| Année | Artiste ou groupe                  | Album                             | Morceau, temps et notes                                                          |
| ----- | ---------------------------------- | --------------------------------- | -------------------------------------------------------------------------------- |
| 1982  | Duran Duran                        | Rio                               | "Save a Prayer" [morceau entier]                                                 |
| 1983  | Osamu Kitajima                     | Face to Face                      | "Tracks 2,3,5,7,9" [Tacoma Records TAK-7107]                                     |
| 1985  | Tangerine Dream                    | Le Parc                           | "Yellowstone Park" [0:00–0:05, 2:23–2:50]                                        |
| 1985  | Tangerine Dream                    | Legend                            | "Opening" [0:00–0:30]                                                            |
| 1985  | Tangerine Dream                    | Legend                            | "Unicorn Theme" [0:00–0:10]                                                      |
| 1985  | Dire Straits                       | Brothers in Arms                  | "Ride Across the River" [0:00–0:06]                                              |
| 1985  | Echo & the Bunnymen                | Songs to Learn & Sing             | "Bring On the Dancing Horses" [0:45–0:53 et dans chaque refrain qui suit]        |
| 1985  | Wang Chung                         | To Live and Die in L.A. (OST)     | "Wake Up, Stop Dreaming"                                                         |
| 1985  | Tears for Fears                    | Head Over Heels (single)          | "When in Love with a Blind Man" [0:44–0:54, 1:32–1:36, 1:45–1:56]                |
| 1985  | Evada                              | Ooh, My Love                      | "Ooh, My Love" [0:45–0:56,1:57-2:02,3:10-3:22,4:40-5:12]                         |
| 1986  | Alpha Blondy                       | Jerusalem                         | "Jerusalem" [0:00–0:13]                                                          |
| 1986  | Erste Allgemeine Verunsicherung    | Geld oder Leben!                  | "Fata Morgana" [0:02–0:09]                                                       |
| 1986  | Shriekback                         | Oil and Gold                      | "Coelocanth" [chanson entière]                                                   |
| 1986  | Coil                               | Horse Rotorvator                  | "The First Five Minutes After Death" [1:15–1:45, 2:38–3:38, 4:30–fin]            |
| 1986  | Peter Gabriel                      | So                                | "Sledgehammer" [0:00–0:16, 3:16–3:34]                                            |
| 1986  | Bad Boys Blue                      | Come Back and Stay                | "Come Back and Stay" [0:19–0:31]                                                 |
| 1987  | Coil                               | Gold Is the Metal                 | "The First Five Minutes After Violent Death" [0:30–1:30, 2:45–3:45, etc.         |
| 1987  | Coil                               | Unnatural History III             | "Music for Commercials": Liqueur [0:41–1:26] Natural Gas [03:15–04:00]           |
| 1987  | Roger Waters                       | Radio K.A.O.S.                    | "Me or Him" [0:09–0:22, 1:27–1:35, 2:06–2:20, etc.]                              |
| 1987  | Rush                               | Hold Your Fire                    | "Tai Shan"                                                                       |
| 1988  | And Also the Trees                 | The Millpond Years                | "The Sandstone Man" [0:33–0:39, 3:25–4:36]                                       |
| 1988  | Vangelis                           | Direct                            | "The will of the wind" [1:02–1:53, 2:22–3:13]                                    |
| 1988  | Sade                               | Stronger Than Pride               | "Love Is Stronger Than Pride" [0:28–0:33, 2:08–2:14, 2:28–2:33, 3:08–3:30, etc.] |
| 1988  | Marshall Jefferson                 | Open Our Eyes                     | "Open Our Eyes" [0:12 et tout au long]                                           |
| 1989  | The Sugarcubes (Björk's ex-band)   | Here Today, Tomorrow Next Week!   | "Pump" [2:06–2:22]                                                               |
| 1990  | Enigma                             | MCMXC a.D.                        | "Sadeness (Principles of Lust, Part 1)" [1:14–1:54, 2:56–3:16]                   |
| 1990  | Enigma                             | MCMXC a.D.                        | "Knocking on Forbidden Doors" [1:13 et tout au long]                             |
| 1991  | Gregorian                          | Sadisfaction                      | "So Sad" [0:18–0:40, 1:04–1:14, 1:38–1:48, 2:12–2:22]                            |
| 1991  | Klaus Schulze                      | Beyond Recall                     | "Airlights" [0:00–0:05, 0:15–0:20, 0:40–0:50, 1:00–1:05, etc.]                   |
| 1992  | LTJ Bukem                          | Demon's Theme / A Couple Of Beats | "Demon's Theme" [3:47–4:38, 6:52–7:10]                                           |
| 1992  | Snap!                              | Exterminate!                      | "Exterminate! Feat. Nikki Harris" [2:20–2:52, etc.]                              |
| 1993  | Dave Brubeck                       | Late Night Brubeck                | "Koto Song" [4:30–9:50]                                                          |
| 1993  | Naughty by Nature                  | 19 Naughty III                    | "Hip Hop Hooray" [0:02–0:08]                                                     |
| 1993  | Chaka Demus & Pliers               | Tease Me                          | "Tease Me" [1:00-1:05]                                                           |
| 1993  | Future Sound of London             | Cascade                           | "Cascade 1" [2:05–6:25] + "Cascade 6" [1:40–2:15]                                |
| 1994  | Future Sound of London             | Lifeforms                         | "Little Brother" [4:00–5:13]                                                     |
| 1994  | Klaus Schulze as Richard Wahnfried | Trancelation                      | "The End – Someday" [2:17–2:36]                                                  |
| 1994  | Paul Hardcastle                    | Hardcastle                        | "Lazy Days" [0:00–0:10]                                                          |
| 1994  | The Primitive Painter              | The Primitive Painter             | "Orgon Akkumulator" [tout au long]                                               |
| 1995  | Michael Bolton                     | Greatest Hits (1985-1995)         | "Can I Touch You... There?" [0:00–0:04, 3:26–3:50, 4:24–5:07]                    |
| 1995  | Juno Reactor                       | Beyond the Infinite               | "Samurai" [tout au long]                                                         |
| 1995  | The Pharcyde                       | Labcabincalifornia                | "Hey You" [tout au long]                                                         |
| 1995  | Force & Styles                     | Pretty Green Eyes                 | "Pretty green eyes" [01:26–1:45,05:20-05:50]                                     |
| 1995  | Greg Adams                         | Hidden Agenda                     | "Burma Road" [0:40 et tout au long]                                              |
| 1995  | Enya                               | The Memory of Trees               | "China Roses", "Tea-House Moon"                                                  |
| 1996  | Toshio Iwai                        | SimTunes                          | Piper                                                                            |
| 1998  | Symphony X                         | Twilight in Olympus               | "Lady of the Snow" [0:00–0:26]                                                   |
| 2000  | Kosmonova                          | Discover the World                | "Discover the World" [mélodie principale]                                        |
| 2000  | Olsen Brothers                     | Fly on the Wings of Love          | "Fly on the Wings of Love" [0:08–0:17]                                           |
| 2001  | Incubus                            | Morning View                      | "Aqueous Transmission" et "Circles"                                              |
| 2003  | Linkin Park                        | Meteora                           | "Nobody's Listening"                                                             |
| 2004  | Air                                | Talkie Walkie                     | "Cherry Blossom Girl"                                                            |
| 2004  | Autumn Tears                       | Eclipse                           | "At a Distance" [0:32–0:56, 1:19–2:15, 2:37–3:04, 3:47–4:15]                     |
| 2010  | Andrea Carri                       | Partire                           | "Dove Andremo?" [0:31–1:21]                                                      |
| 2011  | Dj Dean meets Barbarez             | Double Trouble                    | "Hamburg Rulez Reloaded" [0:44–1:50]                                             |
| 2011  | Paul Hardcastle                    | Hardcastle VI                     | "Rainforest / What's Going On" [4:23–4:32]                                       |
| 2011  | Zenithrash                         | Restoration Of The Samurai World  | "Ritual","Harakiri","The Samurai Metal"                                          |
| 2011  | Devin Townsend                     | Ghost                             | "Fly"                                                                            |
| 2011  | Joshua Iz                          | Magnetron                         | "Magnetron (Simoncino Protho Remix)"                                             |
| 2012  | Adam Tucker                        | Music by Peter Hallock            | "Night Music"                                                                    |
| 2012  | Moullinex                          | Flora                             | "Let Your Feet (Do The Work)"                                                    |
| 2013  | Nagy Ákos                          | "Soli(e)tude"                     |                                                                                  |
| 2015  | Fort Romeau                        | Saku                              | "Saku"                                                                           |

### Discographie sélective
- «L'Art du shakuhachi», Katsuya Yokohama (1ère flute), Yoshikazu Iwamoto (2ème flute), Ocora Radio France, janvier 1997.
- «Shakuhachi, l'esprit du silence», Yoshikazu Iwamoto, Buda Musique, octobre 2005.